# Spathoglottis pacifica
Spathoglottis pacifica är en orkidéart som beskrevs av Heinrich Gustav Reichenbach. Spathoglottis pacifica ingår i släktet Spathoglottis och familjen orkidéer. Inga underarter finns listade i Catalogue of Life.